# ハイパーポップ
ハイパーポップ（英: Hyperpop）は、ポピュラー音楽をマキシマリズム的ないし誇張した形で解釈することで特徴づけられる、ゆるやかに定義された音楽ムーブメントおよびマイクロジャンルである。このジャンルのアーティストは通常、エレクトロニック、ヒップホップ、ダンス・ミュージックの表現を利用し、ポップとアバンギャルドの感性を統合する。このムーブメントはLGBTQ+のオンライン・コミュニティとしばしば関連しており、多くのキーパーソンが自らがトランスジェンダー、ノンバイナリー、ゲイであることを表明している。
このジャンルには数多くの源流があるが、ハイパーポップがはっきりとしたスタイルを有するに至るには、A・G・クックと、彼のレーベルであるPCミュージックに所属するソフィー、チャーリーXCXらによる2010年代中盤の作品の影響が大きい。また、レーベルの関係者ではないアーティストとしてはハドソン・モホークやラスティなどもルーツのひとつとみなされることがある。このシーンの音楽は、Spotifyが2019年8月、A.G.クックや100 Gecsらの楽曲を収録した公式プレイリストの名称を「Hyperpop」に改称したことで広く耳目を集めた。また、TikTokをはじめとするソーシャルメディアを通じて若年層の支持を集めた。